# 温迪
温迪是于12至16世纪生活在文登（今采西斯，拉脱维亚中北部）附近的小部落。
根据《亨利的利沃尼亚编年史》，温迪人在12世纪前就已到达文登区域。他们居住在西拉脱维亚文塔河流域名叫Wynda（今文茨皮尔斯）的地方。由于地缘位置上靠近芬兰人和波罗的人部落，温迪人选择与德国十字军结盟。1207年，德国十字军在文登原木制城堡附近建造了一个石制城堡，后来成为利沃尼亚骑士团的团长驻地。最后一次作为独特存在主体记载温迪人发生在16世纪。

## 起源
第一次关于温迪人的记载来自拉脱维亚的亨利，1198年-1290年，立窝尼亚十字军入侵期间，温迪人被库尔兰人驱逐并被德国人迫使改信了基督教。传统认为温迪人说芬兰语支的语言，与利沃尼亚人和沃茨人有亲缘关系。有时他们也会被认为来自西斯拉夫的索布人

## 与拉脱维亚国旗的关系
温迪人可能与拉脱维亚国旗有关。《利沃尼亚韵律诗编年史》记载了对抗萨莫吉希亚人保卫里加时，当地来自温迪人的民兵组织使用了一种红-白-红的横纹旗帜，这是一种温迪人的旗帜样式。最终逐渐演化成拉脱维亚的旗帜。